# Партия за електронна демокрация
Партията за електронна демокрация (на турски: Elektronik Demokrasi Partisi, съкратено EDP, eP или e-Parti) е политическа партия в Турция, която се застъпва за електронната демокрация и либерализма. Тя е създадена 6 ноември 2014 г. Неин председател е Емрехан Халъджъ.